# Coulston
 (septembre 2023).
Coulston est une paroisse civile et un village du Wiltshire, en Angleterre.